# Godfried van Charnay

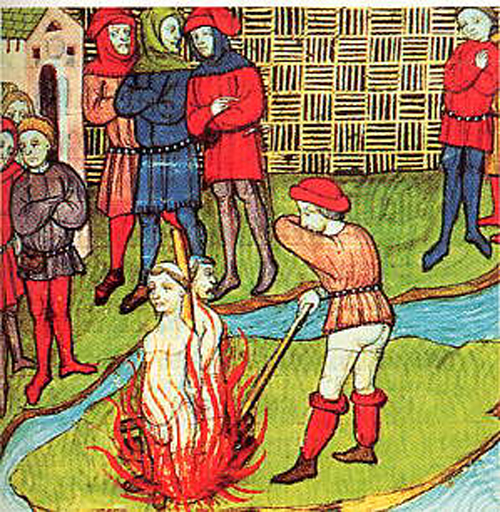
Jacques de Molay en Godfried van Charnay op de brandstapel

Godfried van Charnay (Latijn: Gaufridus de Charneio) (†18 maart 1314) was provinciecommandeur bij de Orde van de Tempeliers voor de regio Normandië. Samen met grootmeester Jacques de Molay stierf hij op de brandstapel op Île de la Cité in Parijs.

## Levensloop
Wanneer en waar hij werd geboren weten we niet. Charneio kan verwijzen naar Charnay (Rhône) of Charny (Côte-d'Or). In 1271, rond zijn twintigste trad hij in de Orde van de Tempeliers en stap voor stap klom hij de hiërarchische ladder op.
Met de Pastoralis praeeminentiae, een pauselijke bul van paus Clemens V werd op 22 november 1307 onder druk van koning Filips IV van Frankrijk, de Orde van de Tempeliers afgeschaft en werden de belangrijkste leden gevangengezet en gemarteld, waaronder Godfried. De gevangenen werden beschikbaar gesteld aan de inquisitie. Deze kerkelijke rechtbank ging er altijd van uit dat ze gelijk had en de beschuldigingen juist waren. Wie bekende, kreeg vergiffenis. Wie ontkende, kreeg de doodstraf. Wie zijn bekentenis herriep, kreeg zeker de doodstraf.
Na eerst te hebben bekend, kwamen Jacques de Molay en Godfried van Charnay op hun bekentenis terug en werden ze uiteindelijk tot de brandstapel veroordeeld.